# Pascal Lefrançois
Pascal Lefrançois (auch LeFrançois; * 5. Dezember 1986 in Montreal, Québec) ist ein professioneller kanadischer Pokerspieler. Er gewann 2010 ein Bracelet bei der World Series of Poker und 2018 das Main Event der partypoker Millions in Barcelona.

## Pokerkarriere
Lefrançois begann im Jahr 2005 mit Poker und spielt seit Juli 2006 Onlinepoker. Er nutzt auf der Plattform PokerStars den Nickname Pass_72 und spielte bei Full Tilt Poker als Pass_555. Auf PokerStars gewann er Mitte August 2008 das Sunday Warm-Up mit einer Siegprämie von über 100.000 US-Dollar. Der Kanadier war Mitte Juni 2009 bei der World Series of Poker am Las Vegas Strip erstmals bei einem Live-Turnier erfolgreich und kam bei einem Event der Variante No Limit Hold’em in die Geldränge. Bei der WSOP 2010 gewann er ein Turnier mit einer Siegprämie von knapp 570.000 US-Dollar und erhielt neben dem Preisgeld ein Bracelet. Anschließend erreichte er im Main Event den achten Turniertag. Nachdem er das Feld bei 18 verbliebenen Teilnehmern noch als Chipleader angeführt hatte, schied er kurz vor Erreichen des Finaltischs auf dem elften Platz für rund 635.000 US-Dollar aus. Ende November 2012 erreichte Lefrançois den Finaltisch beim Main Event der World Poker Tour in Montreal und erhielt für seinen zweiten Platz rund 470.000 US-Dollar. Mitte Januar 2014 wurde er beim Main Event des PokerStars Caribbean Adventures auf den Bahamas Siebter für knapp 250.000 US-Dollar. Anfang Mai 2014 belegte der Kanadier beim High-Roller-Event der European Poker Tour (EPT) in Monte-Carlo den neunten Rang für mehr als 110.000 Euro Preisgeld. Beim Playground Poker Fall Classic Ende November 2014 in Kahnawake wurde er beim High-Roller-Event Zweiter, erhielt aber aufgrund eines Deals mit Matt Jarvis und Darren Elias das meiste Preisgeld von knapp 150.000 Kanadischen Dollar. Im April 2017 gewann Lefrançois das Super High Roller der partypoker Millions in Nottingham mit einer Siegprämie von umgerechnet knapp 200.000 US-Dollar. Mitte April 2018 siegte er auch beim Main Event der partypoker Millions in Barcelona. Dafür setzte er sich gegen 1174 andere Spieler durch und erhielt eine Siegprämie von 1,7 Millionen Euro. Ende Mai 2020 gewann der Kanadier das Main Event der Spring Championship of Online Poker auf PokerStars und sicherte sich rund 415.000 US-Dollar. Ebenfalls auf PokerStars wurde er im September 2021 Zweiter beim Main Event der World Championship of Online Poker und erhielt über eine Million US-Dollar. Anfang Mai 2022 entschied Lefrançois bei der EPT in Monte-Carlo ein eintägiges High Roller mit einem Hauptpreis von über 500.000 Euro für sich.
Insgesamt hat sich Lefrançois mit Poker bei Live-Turnieren mindestens 6,5 Millionen US-Dollar erspielt. Seine Online-Turniergewinne auf PokerStars liegen bei mehr als 5 Millionen US-Dollar. Von April bis Dezember 2016 spielte er als Teil der Montreal Nationals in der Global Poker League und gewann mit seinem Team den Titel.